# Euro Touring Series

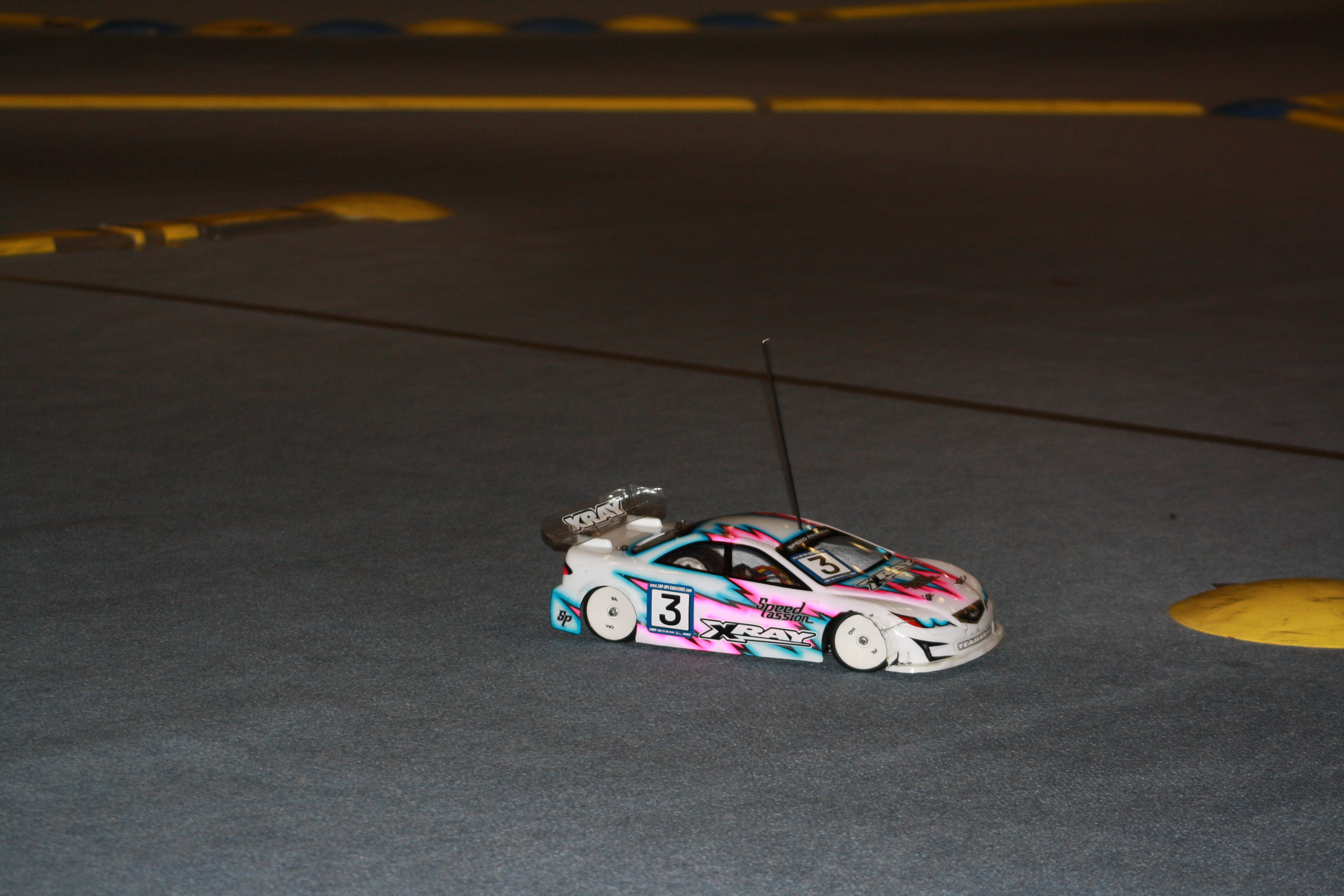
RC-Renntourenwagen

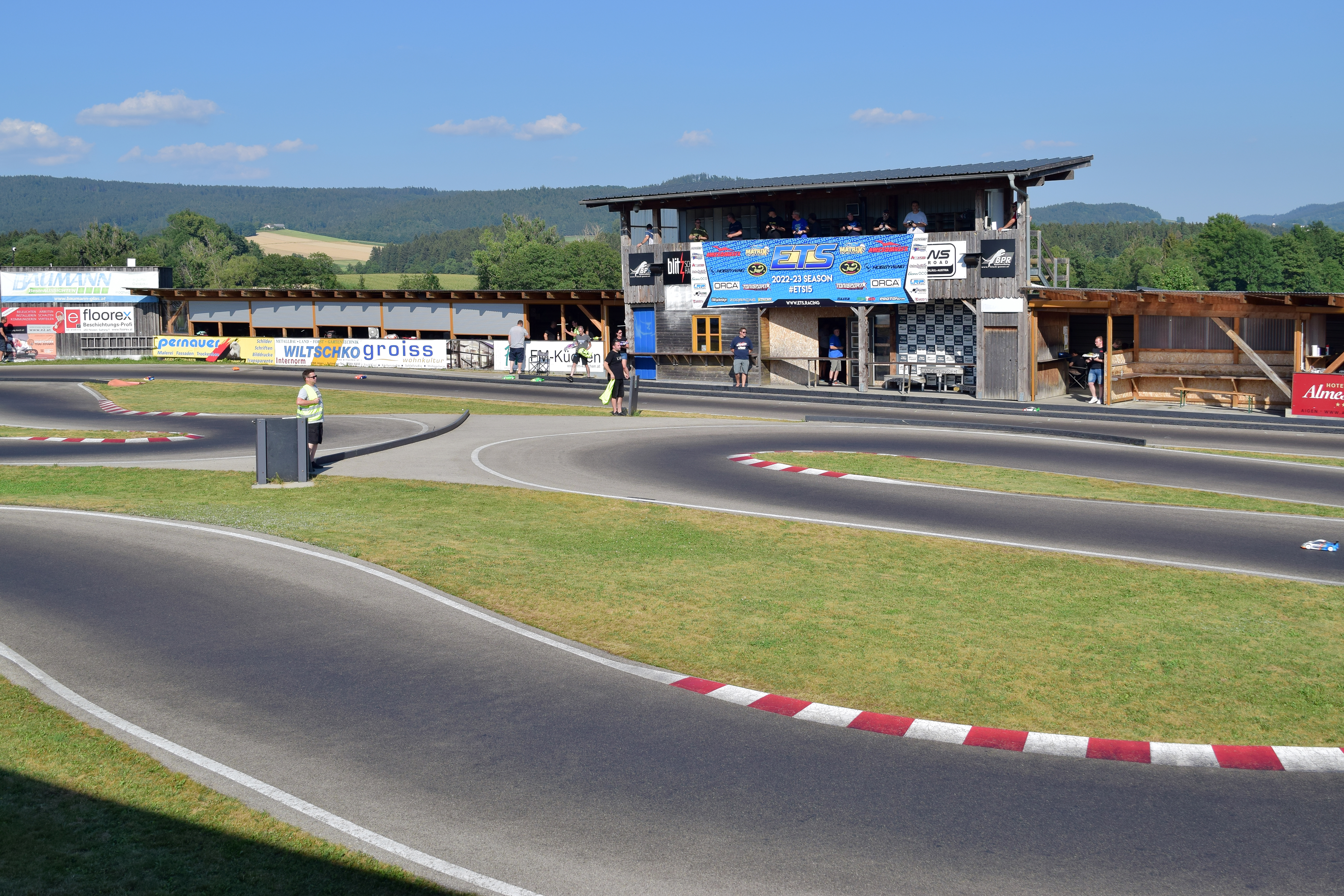
Bahn in Aigen-Schlägl während der ETS 2022-23, die Fahrer stehen auf der Tribüne

Die Euro Touring Series (ETS) ist eine Rennserie für funkfernfergsteuerte Modellautos. Sie ist eine der bedeutendsten Serien in Europa und wird jeweils über den Jahreswechsel hinaus ausgetragen. Bei den Rennen treten regelmäßig über 300 Starter in den drei Klassen an. Organisiert wird diese Serie seit 2008 von Uwe Rheinard and Scotty Ernst. Sie ist die älteste unter ihren Schwesterserien, der Euro Offroad Series (EOS) und der Euro Nitro Series (ENS).
Aktuell gibt es die Klassen Modified, Pro Stock und Formula. Alle diese Fahrzeuge haben den Maßstab 1:10 und werden von Elektromotoren angetrieben. Außer in der Modified-Klasse sind Einheitsmotoren vorgeschrieben. Zusätzlich gibt es in allen Klassen auch Einheitsreifen.
Die Fahrzeuge in Modified und Pro Stock haben stilisierte Karosserien von Tourenwagen. In der Formula-Klasse hingegen sind die optischen Vorbilder Formel-1-Autos.
Zur Saison 2019/02/21 wurde eine Klasse für frontangetriebene Tourenwagen hinzugefügt (FWD). Diese Saison erstreckte sich aufgrund der COVID-19-Pandemie über drei Kalenderjahre.

## Technik
Ausgetragen werden die Rennen ausschließlich mit 1:10 Elektro-Modellen. Zum Einsatz kommen Tourenwagen mit Allradantrieb (Modified und Pro Stock) und Formel-Autos. Zu Beginn der Serie gab es auch eine Klasse Tourenwagen Hobby. Ab der Saison 2011/12 wurde diese durch die Formel-Klasse ersetzt. Ab der Saison 2018/19 wurde eine weitere Klasse für Tourenwagen mit 17,5 Turn Stock-Motoren eingeführt.
Zur Wahrung der Chancengleichheit sind darüber hinaus Einheitsreifen eines Herstellers per Reglement festgelegt.
Ab Saison 2021/22 werden die Reifen von RIDE (Formel und FWD) und Matrix (andere Klassen) gestellt. Ebenfalls in dieser Saison wechselt der Hersteller der Einheitsregler von Muchmore auf Orca. In FWD (Hobbywing) und Formula (Scorpion) bleiben die Hersteller der Regler die gleichen.

## Saisonübersicht
| Jahr    | Lauf 1          | Lauf 2          | Lauf 3           | Lauf 4       | Lauf 5       | Lauf 6       |
| ------- | --------------- | --------------- | ---------------- | ------------ | ------------ | ------------ |
| 2023/24 | Apeldoorn       | Aigen-Schlägl   | Andernach        | Hann. Münden | Daun (2024)  | -            |
| 2022/23 | Apeldoorn       | Aigen-Schlägl   | Andernach        | Luxemburg    | Hann. Münden | Daun (2023)  |
| 2021/22 | Andernach       | Andernach       | Apeldoorn        | Neumünster   | Daun (2022)  | -            |
| 2019/20 | Wien            | Daun (2020)     | Andernach (2020) | -            | -            | -            |
| 2018/19 | Wien            | Daun            | Madrid           | Andernach    | Apeldoorn    | Trencin      |
| 2017/18 | Wien            | Daun            | Madrid           | Andernach    | Apeldoorn    | Trencin      |
| 2016/17 | Hrotovice       | Mülheim-Kärlich | Madrid           | Riccione     | Trencin      | Ettlingen    |
| 2015/16 | Hrotovice       | Mülheim-Kärlich | Wels             | Riccione     | Luxemburg    | Trencin      |
| 2014/15 | Hrotovice       | Mülheim-Kärlich | Riccione         | Mattsee      | Luxemburg    | Trencin      |
| 2013/14 | Hrotovice       | Mülheim-Kärlich | Telde            | Mattsee      | Luxemburg    | Trencin      |
| 2012/13 | Mülheim-Kärlich | Hrotovice       | Telde            | Apeldoorn    | Traiskirchen | Trencin      |
| 2011/12 | Mülheim-Kärlich | Scandiano       | Telde            | Posen        | Apeldoorn    | Traiskirchen |
| 2010/11 | Kastellaun      | Hrotovice       | Sankt Pölten     | Warschau     | Apeldoorn    | Andernach    |
| 2009/10 | Kastellaun      | Budapest        | Hrotovice        | Warschau     | Heemstede    | Andernach    |
| 2008/09 | Kastellaun      | Budapest        | Warschau         | Apeldoorn    | Andernach    | -            |
| 2008    | Kastellaun      | Vejle           | Heemstede        | Andernach    | -            | -            |

## Meister
| Jahr    | Modified        | Pro Stock         | Formula          | Stock 17.5      | Masters 40+       | Formula 40+   | FWD             |
| ------- | --------------- | ----------------- | ---------------- | --------------- | ----------------- | ------------- | --------------- |
| 2022/23 | Ronald Völker   | Simon Lauter      | Andreas Stiebler | Dominik Reile   | Manuel Stankowitz | -             | Stefan Schulz   |
| 2021/22 | Ronald Völker   | Simon Lauter      | Jan Ratheisky    | Thomas Bemmerl  | Toni Mateo        | -             | Stefan Schulz   |
| 2019/20 | Ronald Völker   | Jan Ratheisky     | David Ehrbar     | Daniel Pöhlmann | Daniel Pöhlmann   | Herbert Weber | Hendrik Heitsch |
| 2018/19 | Bruno Coelho    | Simon Lauter      | Jan Ratheisky    | Daniel Pöhlmann | Daniel Pöhlmann   | Herbert Weber | -               |
| 2017/18 | Bruno Coelho    | Jan Ratheisky     | Jan Ratheisky    | -               | Thomas Oehler     | -             | -               |
| 2016/17 | Bruno Coelho    | Alexandre Duchet  | David Ehrbar     | -               | -                 | -             | -               |
| 2015/16 | Bruno Coelho    | Jan Ratheisky     | Jan Ratheisky    | -               | -                 | -             | -               |
| 2014/15 | Ronald Völker   | Marek Cerny       | Jan Ratheisky    | -               | -                 | -             | -               |
| 2013/14 | Ronald Völker   | Marek Cerny       | Jan Ratheisky    | -               | -                 | -             | -               |
| 2012/13 | Ronald Völker   | Marek Cerny       | Jan Ratheisky    | -               | -                 | -             | -               |
| 2011/12 | Ronald Völker   | Zdenko Kunák      | Herbert Weber    | -               | -                 | -             | -               |
| Jahr    | =               | =                 | Hobby            | -               | -                 | -             |                 |
| 2010/11 | Ronald Völker   | Martin Hofer      | Oliver Günther   | -               | -                 | -             | -               |
| 2009/10 | Marc Rheinard   | Alexander Stocker | Michal Orlowski  | -               | -                 | -             | -               |
| 2008/09 | Jilles Groskamp | Rajki Balint      | -                | -               | -                 | -             | -               |
| 2008    | Jilles Groskamp | Alexander Stocker | -                | -               | -                 | -             | -               |